# Церква Зіслання Святого Духа (Завалів)
Церква Зіслання Святого Духа в Завалові — парафія і храм греко-католицької громади Підгаєцького деканату Бучацької єпархії Української греко-католицької церкви в селі Завалів Тернопільського району Тернопільської области.

## Історія церкви
У 1893 році греко-католики села збудували муровану церкву. У 1946 році, за служіння о. Діонісія Коцюбинського, парафія і храм під тиском державної влади перейшли до РПЦ.
На початку 1990-х років громада села розділилася на дві конфесії. У 1993 році, попри рішення арбітражного суду, православна громада відмовилася повертати храм греко-католикам, через що останні проводили богослужіння просто неба.
За ініціативи о. Василя Яремка та парафіян, а також за пожертви жителів сіл Завалів та Заставче, у 1996 році почали споруджувати капличку. У 2007 році біля неї встановили статую Ісуса Христа. У 2008 році о. Василь Яремко разом з іншими священниками освятили капличку, назвавши її на честь Зіслання Святого Духа.
При парафії діють братства Матері Божої Неустанної Помочі та «Апостольство молитви».

## Парохи
- о. Діонісій Коцюбинський,
- о. Григорій Мисан,
- о. Василь Яремко (з грудня 1998).